# Leon Malazogu
Leon Malazogu (jap. レオン・マラゾーグ, ur. 5 lutego 1977 w Prisztinie) – kosowski dyplomata, ambasador Republiki Kosowa w Japonii (2016–2020), akredytowany także na Wyspach Marshalla (2017–2022), Palau (2017–2019), Mikronezji (2017–2022) i Tuvalu (2017–2022).

## Życiorys
Ukończył szkołę średnią w 1995 roku w Prisztinie.
W 1999 roku uzyskał stopień magistra stosunków międzynarodowych na Uniwersytecie Amerykańskim w Błagojewgradzie. Rok później uzyskał specjalizację na Uniwersytecie Notre Dame w dziedzinie rozwiązywania konfliktów.
W latach 2001–2002 pracował w Centrum Studiów Rosyjskich i Wschodnioeuropejskich Uniwersytetu Stanu Arizona. Był wykładowcą na kilku uniwersytetach: na Wydziale Polityki na Uniwersytecie w Prisztinie (2001-2004), na Uniwersytecie Europy Południowo-Wschodniej (2008-2010) i na Uniwersytecie Amerykańskim w Prisztinie (2009).
W latach 2000–2010 był kierownikiem oddziału ds. relacji etnicznych w Kosowie, następnie w latach 2010-2016 zarządzał Instytutem Rozwoju Demokracji.
W latach 2014–2015 był członkiem zarządu Uniwersytetu w Prisztinie.
Od 2016 roku pełni funkcję ambasadora Republiki Kosowa w Japonii. W 2017 roku Malazogu został ambasadorem Republiki Kosowa w Palau. Tego roku 16 czerwca roku został również ambasadorem Republiki Kosowa na Wyspach Marshalla, a 13 września w Mikronezji. Został pierwszym kosowskim dyplomatą-nierezydentem akredytowanym przez te państwa.
21 stycznia 2019 roku Malazogu przestał pełnić funkcję ambasadora Republiki Kosowa w Palau, w związku z zawieszeniem decyzji o uznaniu niepodległości Kosowa przez Palau.
Deklaruje znajomość języka albańskiego, angielskiego, serbsko-chorwackiego, bułgarskiego, macedońskiego, francuskiego, włoskiego i japońskiego.

## Życie prywatne
Jego żoną jest Bella Shara Malazogu, z którą ma dwoje dzieci.